# Villa Romana del Casale
Villa Romana del Casale (sicilsky Villa Rumana dû Casali) je velká a propracovaná starověká římská villa nebo palác nacházející se asi 3 km od města Piazza Armerina ve sdužení obcí Enna ve vnitrozemí jižní části ostrova Sicílie. Vykopávky odhalily římské mozaiky, které jsou podle Grove Dictionary of Art nejbohatší, největší a nejrozmanitější sbírkou, která zůstala. Díky tomu byla v roce 1997 označena jako místo světového dědictví UNESCO. Vila a její umělecká díla pocházejí z počátku 4. století našeho letopočtu.
Opus sectile podlahy s mozaikami pokrývají přibližně 3 500 m2 a jsou jedinečné ve vynikajícím stavu uchování v důsledku sesuvu půdy a záplav, které je zakryly. Luxusní obytný komplex domu se zahradou, lázněmi a tělocvičnou má 45 místností. Nachází se v něm nejrozsáhlejší a nejbohatší komplex antických pozdně římských mozaik na světě.
Méně známá, ale i tak mimořádná sbírka fresek pokrývala nejen vnitřní místnosti, ale i vnější stěny.

## Historie
Počátky stavby sahají do konce 3. století. Podle vyobrazení muže v klobouku panovníka (latinsky pileus pannonicus) a bohatém plášti s distinkcemi na lovecké scéně mozaiky historikové usuzují, že majitelem vily byl nejspíše tetrarcha Maximián, který v této provincii vládl v letech 286–305 n. l.,  pravděpodobněji než politik Lucius Aradius Valerius Proculus, zdejší prefekt v letech 327–331 a v roce 340 římský konzul.
Pro svou mimořádnou kulturní hodnotu je od roku 1997 součástí světového dědictví UNESCO.

## Galerie

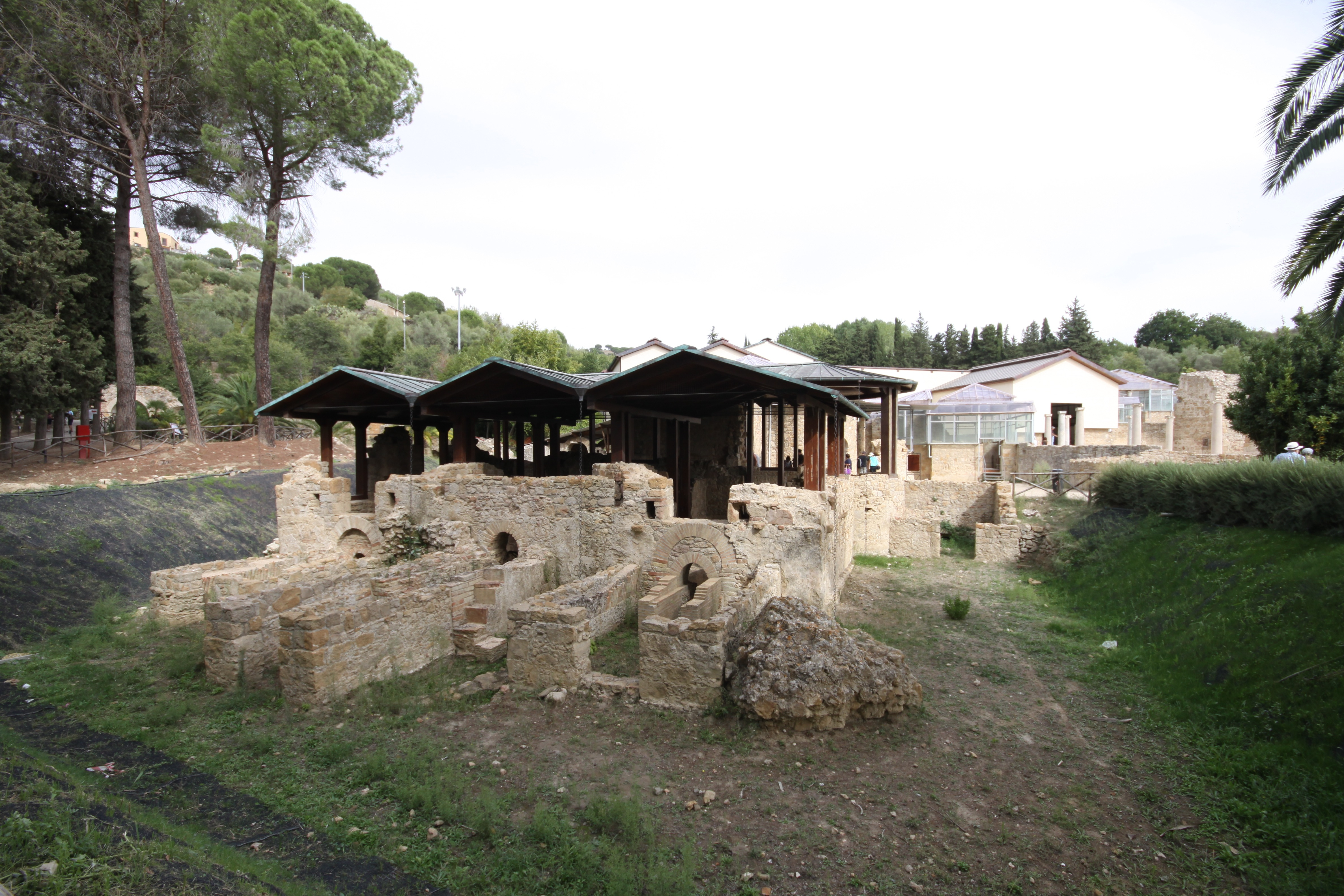
Celkový pohled na situaci vily po archeologických výzkumech
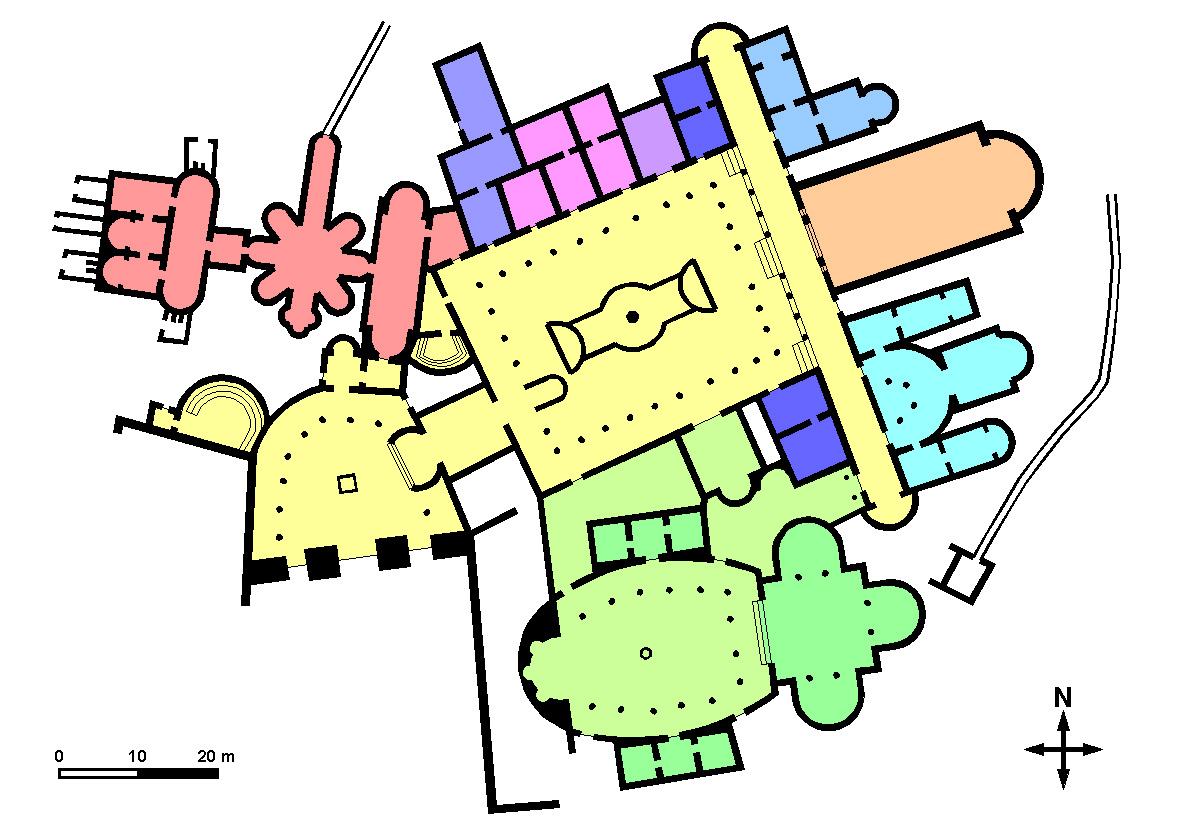
Půdorys prostor vily s vyznačením etap výstavby
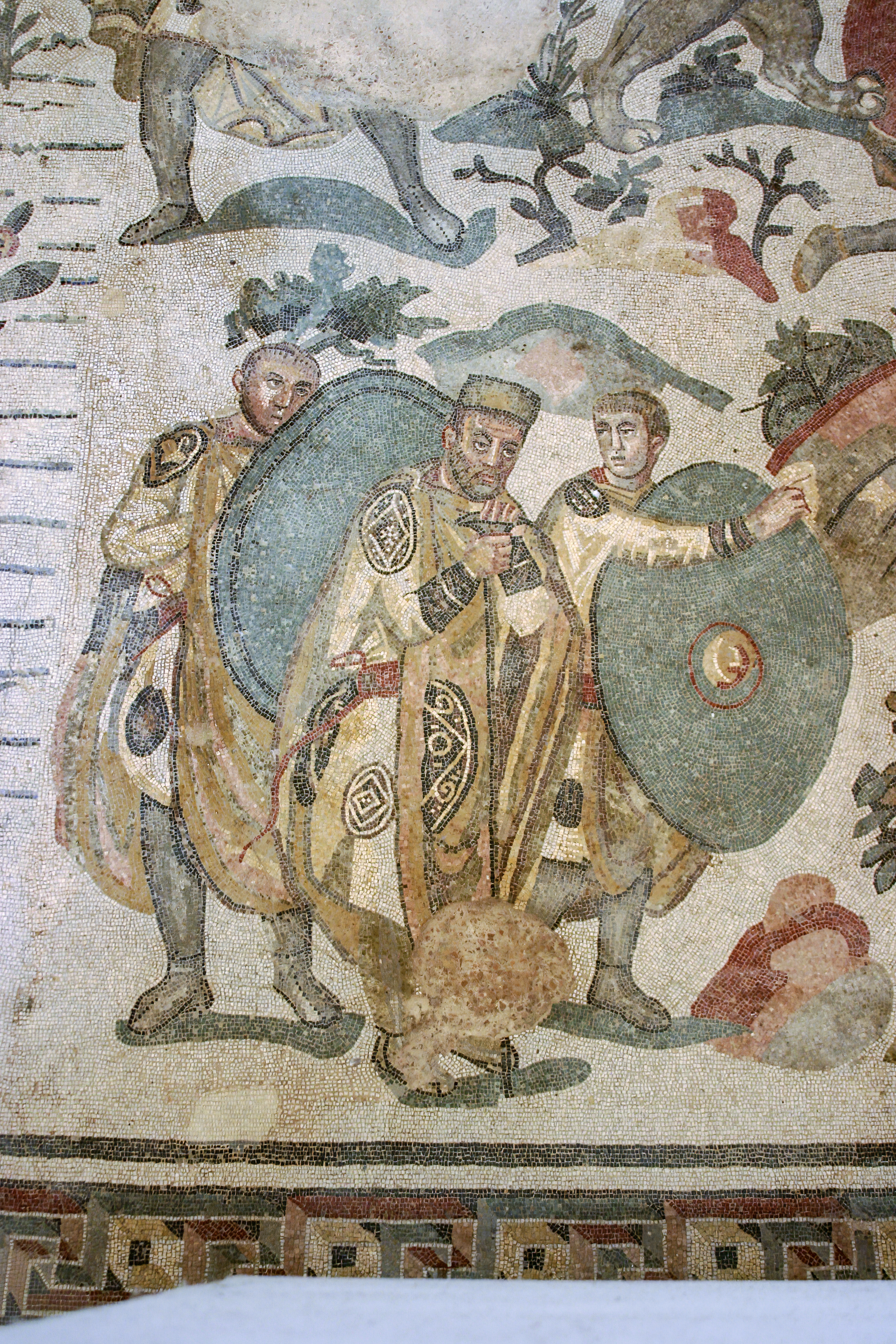
Císař Maximián v lovecké scéně mozaiky
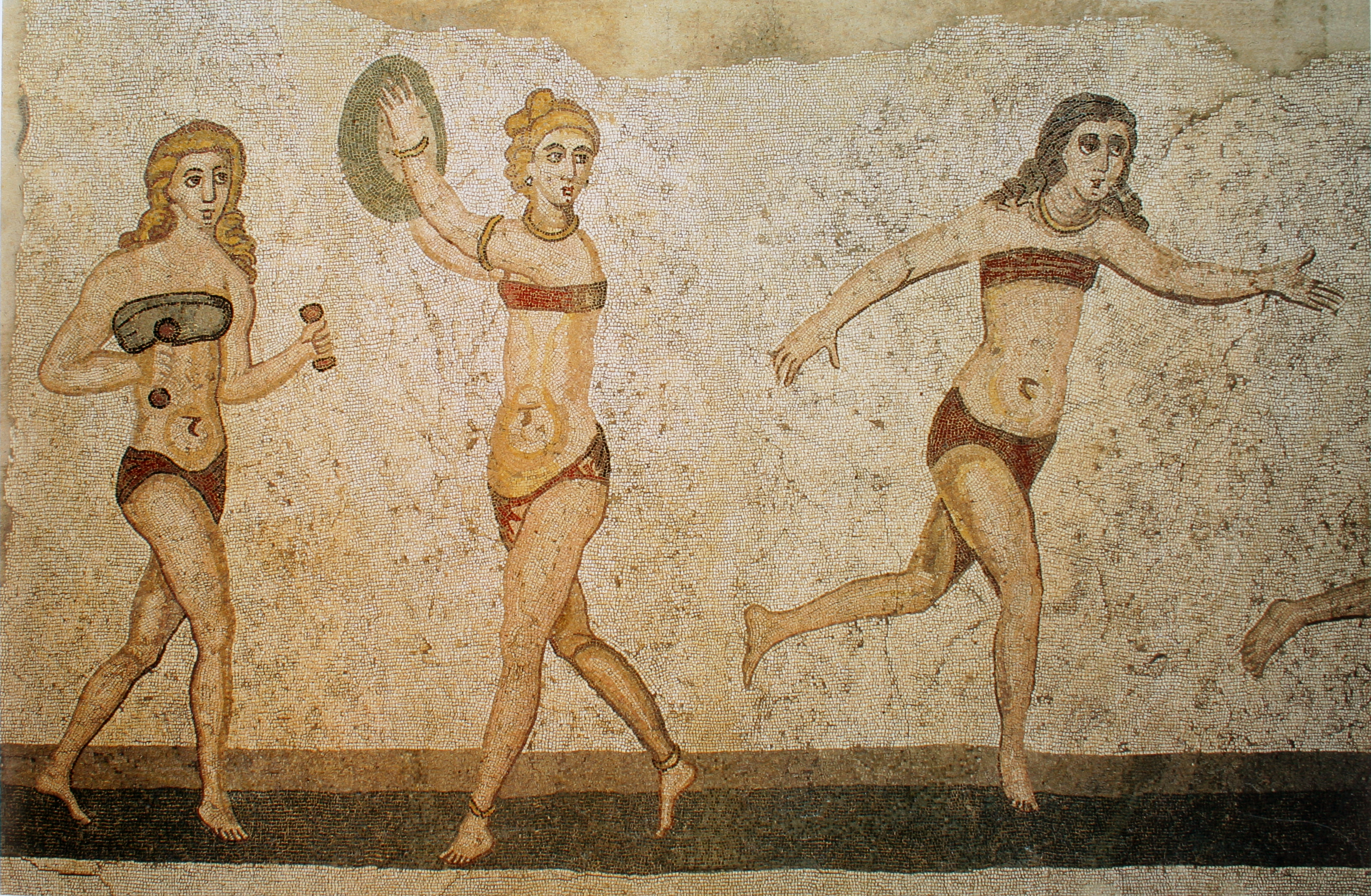
Atletky soutěžící v několika sportech
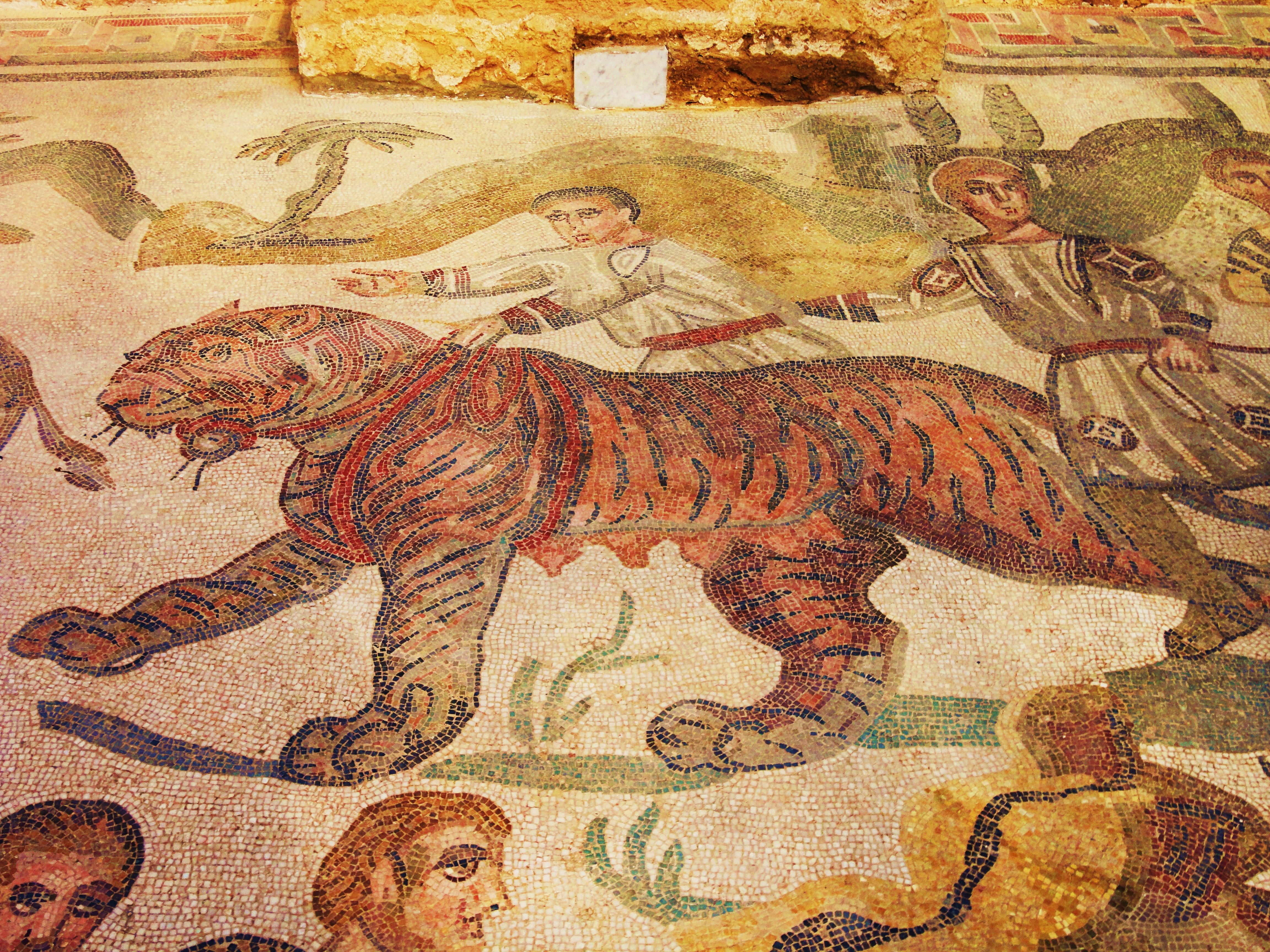
Tygr v zajetí